# Palaemonoidea
Palaemonoidea é uma grande e diversa superfamília de camarões que contém cerca de 1000 espécies validamente descritas. A posição da família Typhlocarididae não é clara, mas a monofilia do grupo que contém as restantes famílias está bem suportado.

## Famílias
A superfamília Palaemonoidea agrupa as seguintes famílias:
- Anchistioididae Borradaile, 1915
- Desmocarididae Borradaile, 1915
- Euryrhynchidae Holthuis, 1950
- Gnathophyllidae Dana, 1852
- Hymenoceridae Ortmann, 1890
- Kakaducarididae Bruce, 1993
- Palaemonidae Rafinesque, 1815
- Typhlocarididae Annandale & Kemp, 1913

## Galeria

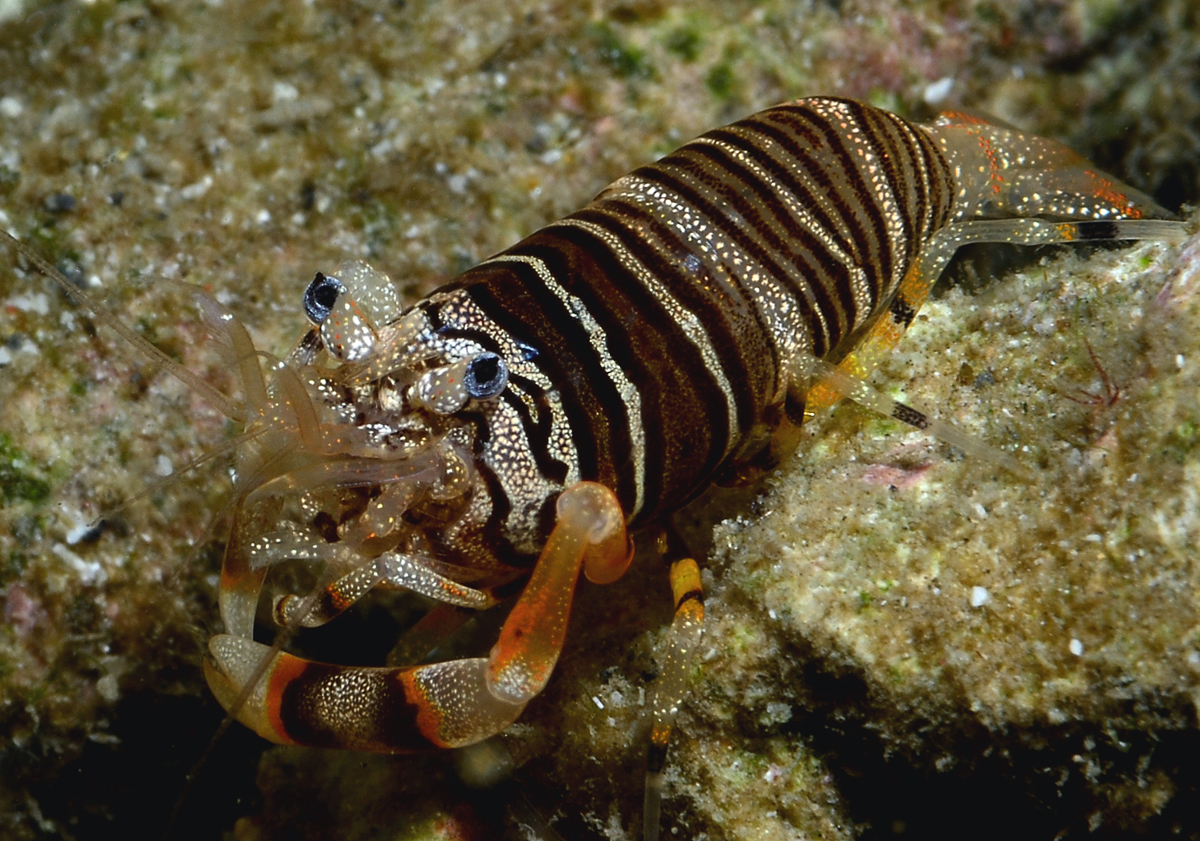
Gnathophyllum americanum, um Palaemonidae
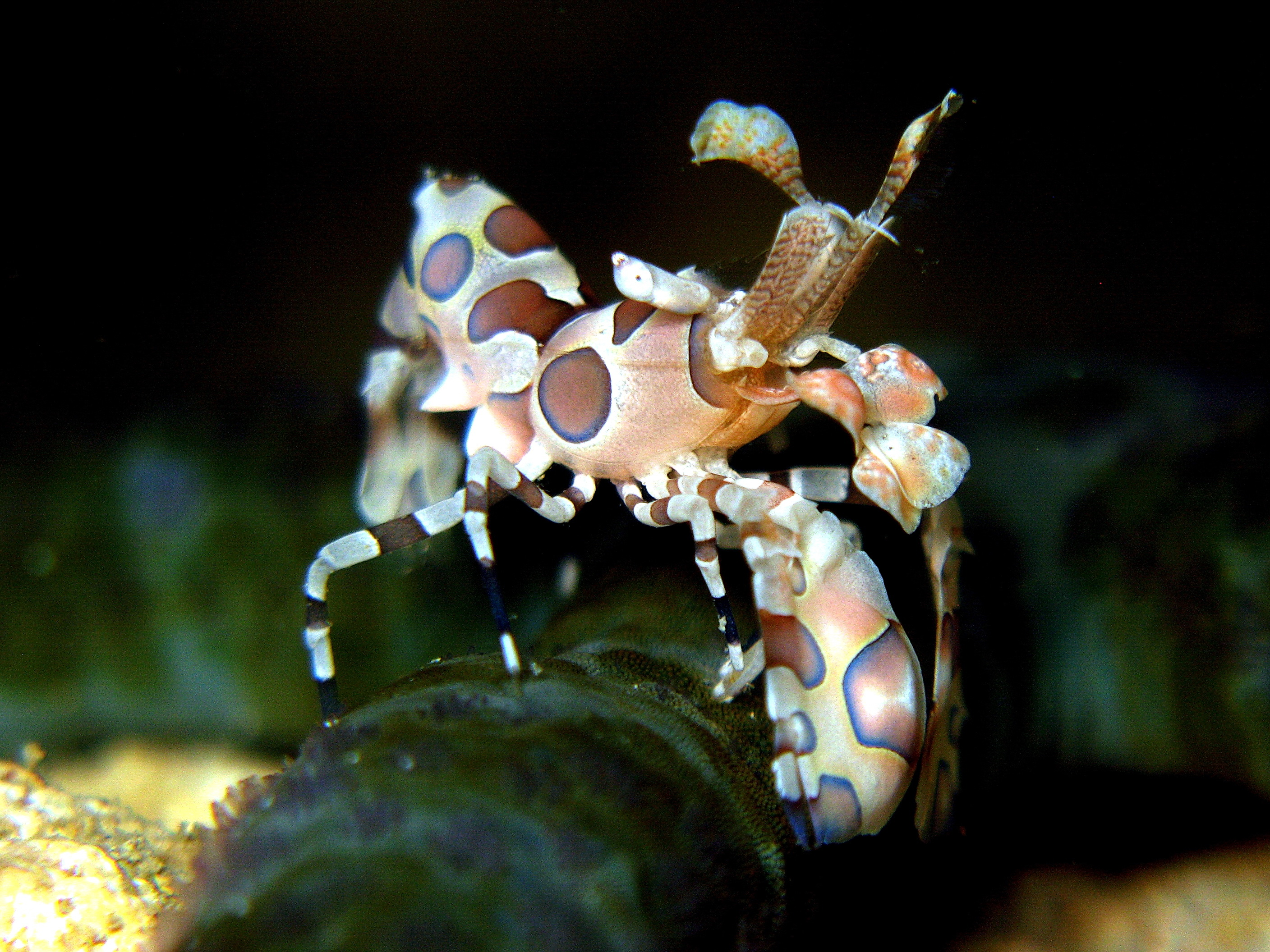
Hymenocera picta, a única espécie de Hymenoceridae
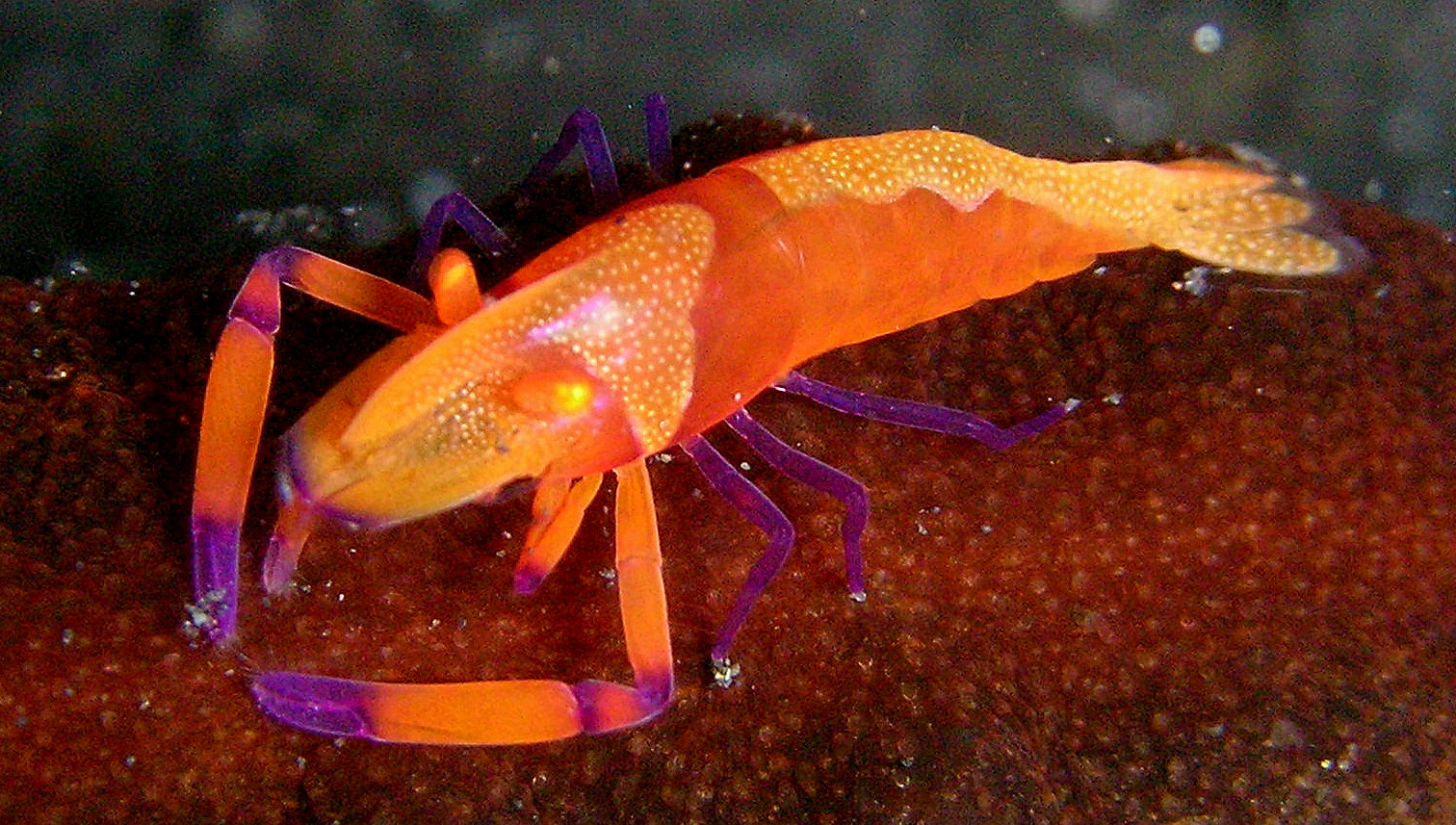
Periclimenes imperator, um Palaemonidae
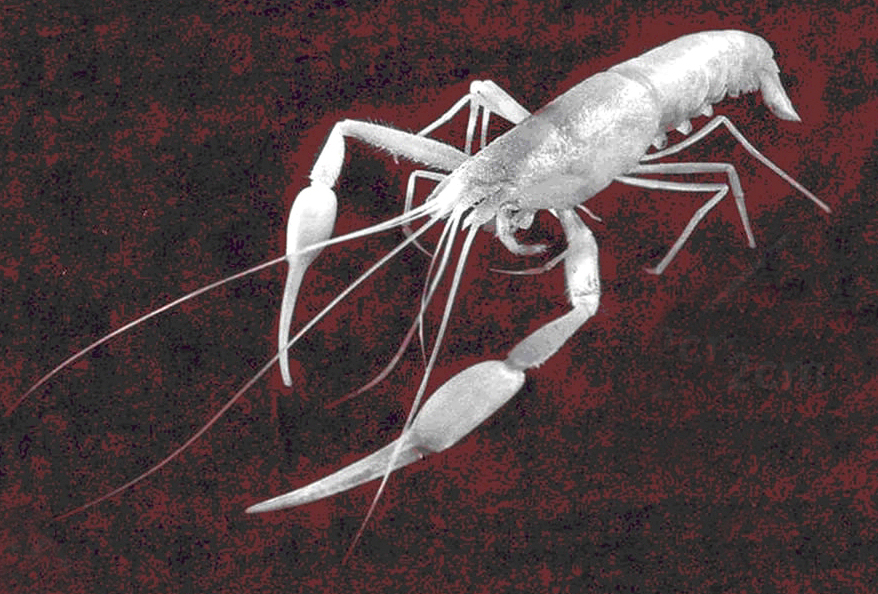
Typhlocaris ayyaloni, um Typhlocarididae
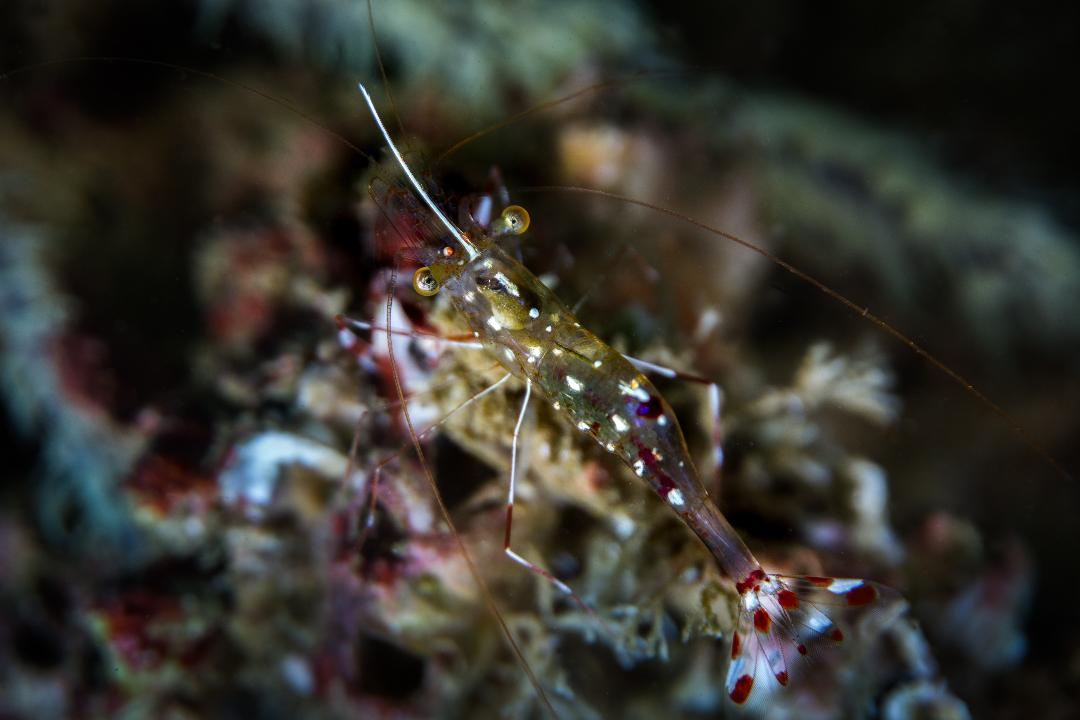
Urocaridella renatekhalafae, um Palaemonidae